# عمری جونز
عمری جونز (انگلیسی: Omari Jones؛ زادهٔ ۷ نوامبر ۲۰۰۲) بوکسور اهل ایالات متحده آمریکا است.